# Стивен Апија
Стивен Лирој Апија (енгл. Stephen Leroy Appiah; 24. децембар 1980, Акра, Гана) је бивши гански фудбалер. Играо је за неколико европских клубова од 1997, а наступао је и за Војводину током 2012.
За Гану је наступао у јуниорском, олимпијском и сениорском саставу, а у сениорском тиму је забележио 69 наступа и 16 голова. Носио је капитенску траку на Светском првенству 2006., а учествовао је и на Светском првенству 2010..

## Каријера

### Почетак
Каријеру је са петнаест година започео 1995. у локалном клубу Хартс оф Оук из Акре. 1996. се за њега заинтересовао турски Галатасарај, где је провео неко време на проби у омладинском тиму, али ипак није потписао уговор и вратио се у Хартс оф Оук.

### Италија
1997. је отишао у Европу. Потписао је за италијански Удинезе, члана Серије А, и у њему провео три сезоне. У Удинезеу је са позиције нападача прешао у везни ред. Прелазак у Парму 1999. је угрозио вирусни хепатитис, али је Апија савладао болест и придружио се Парми у лето 2000.
Након две сезоне у Парми, клуб га је послао на позајмицу у Брешу за сезону 2002/03., која се показала успешном. Апија је постао стандардан у првом тиму Ломбардијаца, а у 31 утакмици је постигао 7 голова.
Добре игре у Парми су скренуле пажњу италијанског првака Јувентуса, који је платио 2 милиона евра за позајмицу из Парме у лето 2003, уз могућност трајног преласка за 6 милиона евра 2004. Те 2003. Апија је завршио као 8. у избору Афричког фудбалера године.
Прва сезона у Јувентусу је била успешена. Одиграо је 30 утакмица у Серији А и са Јувентусом стигао до финала Купа Италије, освојио Суперкуп Италије, а такође је дебитовао у Лиги шампиона. У другој сезони за Јувентус је одиграо 18 лигашких утакмица, а Јувентус је освојио шампионску титулу.

### Фенербахче
У јулу 2005. је прешао из Јувентуса у турски Фенербахче за 8 милиона евра. У сезони 2006/07. освојио је шампионску титулу и суперкуп, у години када је клуб славио стогодишњицу постојања. У јануару 2007. се повредио током пријатељске утакмице репрезентације Гане и након тога је одлагао операцију левог колена до краја сезоне.
На крају сезоне 2006/07., Апија је изразио жељу да напусти клуб и један немачки клуб је доставио понуду од 4 милиона евра Фенербахчеу, након што је Апијин агент контактирао друге клубове без дозволе Фенербахчеа. Фенербахче је одбио понуду.

### Повреда и спорови
Након дуже паузе због повреде колена, Апија је ушао у игру са клупе у утакмици Суперлиге Турске 6. октобра 2007. Међутим, повреда се обновила после његове последње утакмице 1. децембра, и Апија је 20. децембра 2007. отишао у Италију на рехабилитацију. Повреда коју је дуго вукао га је спречила да наступа за Гану на Афричком купу нација 2008., уместо тога, он је постао специјални саветник тима. 1. фебруара 2008. Апија је званично поднео захтев да због лошег односа клуба према њему 1. јула 2008. напусти клуб као слободан играч и да добије унапред договорену плату од 2 милиона евра за сезону 2008/09. У одговору, Фенербахче је о овоме обавестио ФИФА-у. Априла 2008. случај је отишао у ФИФА веће за решавања спорова, и обе стране су се тужиле међусобно. Он је једнострано раскинуо уговор на крају сезоне, јер је мислио да је клуб прекршио уговор не испуњавајући своје обавезе. Он је такође разговарао са Вест Хем јунајтедом у лето 2008. о могућем уговору. ФИФА веће за решавање спорова је 9. јануара 2009. наредило Апији да плати Фенербахчеу 2.281.915 евра јер је прекршио уговор без правог разлога. Он се одмах у мају жалио Суду за спортску арбитражу, а након што је суд добио решење 5. маја 2009. и клуб је поднео своју жалбу. 7. јуна 2010. Суд за спортску арбитражу је пресудио да Апија није потребно да плати Фенербахчеу, јер је Фенербахчеа због једностраног прекида уговора од стране играча сачувао више у платама (€2,633,020.65) него у губицима (€2,496,278.85).

### Повратак у Серију А
Апија је прво у јануару 2009. био на проби у Тотенхем хотсперу, са циљем да потпише стални уговор, међутим због забринутости око стања његовог колена и физичке спреме уговор му није понуђен. Упркос томе што је остао без клуба од његовог одласка из Фенербахчеа у јуну 2008, Апија је остао стандардан у националном тиму кроз сезону 2008/09.
1. новембра 2009. је потписао за Болоњу за једну сезону, али је због повреде одиграо само последња два меча у сезони 2009/10., ушао је у другом полувремену на мечевима Болоња-Катанија и Каљари-Болоња. На крају сезоне Болоња није обновила уговор са Апијом.
7. августа 2010. Апија је потписао једногодишњи уговор са Чезеном, новим чланом Серије А. За Чезену је одиграо 14 утакмица у Серији А, а на крају сезоне 2010/11. је истекао његов уговор.

### Војводина
2. фебруара 2012, након што је успешно прошао медицинске прегледе, Стивен Апија је потписао уговор на 6 месеци са новосадском Војводином.

## Репрезентација
Апија је са националним тимом Гане наступао на највећим међународним такмичењима у свим узрасним категоријама: Светском првенству за играче до 17. године 1995, светским првенствима за играче до 20. године 1995. и 1999, Олимпијском фудбалском турниру 2004., светским првенствима 2006. и 2010. и Афричком купу нација 2000. и 2006.
За сениорску репрезентацију Гане од 1996. до 2010. одиграо је 69 утакмица и постигао 16 голова.

## Признања и награде

### Клубови
Хартс оф Оук
- Куп Гане: 1996.
- Премијер лига Гане: 1997.

 Парма
- Куп Италије: 2001/02.

 Јувентус
- Серија А: 2004/05.
- Суперкуп Италије: 2003.

 Фенербахче
- Суперлига Турске: 2006/07.
- Суперкуп Турске: 2007.

### Репрезентација
Гана
- Светско првенство до 17 година: 1995.

### Индивидуална
- У најбољем тиму Олимпијског фудбалског турнира 2004.
- Гански фудбалер године (2005, 2007)
- Фудбалер године у Турској (2007)
- У најбоље тиму Афричког купа нација 2006.